# Američki brijest
Američki brijest (lat. Ulmus americana) je do 30 45 m. visoko bjelogorično stablo iz Sjedinjenih Država, Kanade, Meksika. 
Promjera je do 1 metar; Drvo mu je veoma tvrdo i koristi se u industriji namještaja. Listovi su duguljasti do jajoliki i dugi do 20 cm (7,9 inča). Baza listova je asimetrična, a rub lista dvostruko nazubljen. Raspored listova je naizmjeničan.
Cvate od ožujka do travnja malenim smeđe-ljubičastim cvjetovima. Plodovi su pljosnati i krilati, dugi oko 2 cm. Korijen je duboko zakorjenjen.